# هينو (بلجيكا)
مقاطعة هينو (بالفرنسية: Province de Hainaut)‏ هي مقاطعة بلجيكية تقع في إقليم والونيا شرق بلجيكا. تمتد على مساحة 3786 كلم2 وتضم 69 بلدية.

## أعلام
- سيباستيان ديلفيرييه
- بيير غوسلين
- ميشيل لوروا